# Ernesto Albarracín
Ernesto Oscar Albarracín (ur. 1908, zm. ?) – piłkarz argentyński, pomocnik.
Będąc piłkarzem klubu Sportivo Buenos Aires był w kadrze reprezentacji Argentyny w finałach mistrzostw świata w 1934 roku, gdzie Argentyna odpadła już w pierwszej rundzie. W jedynym meczu ze Szwecją był tylko rezerwowym.
Nigdy nie wziął udziału w turnieju Copa América.